# Episodi de I favolosi Tiny
Questa voce contiene la lista degli episodi della serie televisiva animata I favolosi Tiny secondo l'ordine di trasmissione statunitense.

## Prima stagione
| nº | Titolo originale                    | Titolo italiano                                 | Prima TV USA      |
| -- | ----------------------------------- | ----------------------------------------------- | ----------------- |
| 1  | The Looney Beginning                | Gli inizi                                       | 14 settembre 1990 |
| 2  | A Quack in the Quarks               | L'impero colpisce i paperi                      | 17 settembre 1990 |
| 3  | The Wheel o' Comedy                 | La ruota della comicità                         | 18 settembre 1990 |
| 4  | Test Stressed                       | Scienza infusa                                  | 19 settembre 1990 |
| 5  | The Buster Bunny Bunch              | La gang di Buster Bunny                         | 20 settembre 1990 |
| 6  | Her Wacky Highness                  | Sua folle maestà                                | 21 settembre 1990 |
| 7  | Journey to the Center of Acme Acres | Viaggio al centro di Acme Acres                 | 25 settembre 1990 |
| 8  | It's Buster Bunny Time              | Buster Bunny Show                               | 26 settembre 1990 |
| 9  | Stuff That Goes Bump in the Night   | La giornata dell'orrido                         | 27 settembre 1990 |
| 10 | Looking Out for the Little Guy      | Come aiutare i piccoli indifesi                 | 28 settembre 1990 |
| 11 | Starting from Scratch               | Pulce cerca casa                                | 1º ottobre 1990   |
| 12 | Hare Raising Night                  | Notte di terrore                                | 2 ottobre 1990    |
| 13 | Furrball Follies                    | Le follie di Furfolo                            | 3 ottobre 1990    |
| 14 | The Acme Acres Zone                 | I confini di Acme Acres                         | 4 ottobre 1990    |
| 15 | Life in the 90s                     | Gli anni '90                                    | 5 ottobre 1990    |
| 16 | Rock 'n' Roar                       | Rover il dinosauro                              | 8 ottobre 1990    |
| 17 | Prom-ise Her Anything               | Il ballo della scuola                           | 9 ottobre 1990    |
| 18 | Hare Today, Gone Tomorrow           | Incattiviti dalla cattività                     | 10 ottobre 1990   |
| 19 | Cinemaniacs!                        | Cinemaniaci                                     | 11 ottobre 1990   |
| 20 | You Asked for It                    | A gentile richiesta                             | 12 ottobre 1990   |
| 21 | Gang Busters                        | Gang in lotta                                   | 15 ottobre 1990   |
| 22 | Citizen Max                         | La storia di Montana Max                        | 16 ottobre 1990   |
| 23 | Wake Up Call of the Wild            | Il richiamo della natura                        | 17 ottobre 1990   |
| 24 | Buster and the Wolverine            |                                                 | 19 ottobre 1990   |
| 25 | You Asked for It: Part 2            | A gentile richiesta: parte 2                    | 22 ottobre 1990   |
| 26 | Hollywood Plucky                    | Duca Duck a Hollywood                           | 23 ottobre 1990   |
| 27 | Europe in 30 Minutes                | L'Europa in 30 minuti                           | 26 ottobre 1990   |
| 28 | The Wacko World of Sports           | Lo strampalato mondo dello sport                | 30 ottobre 1990   |
| 29 | Rainy Daze                          | Le giornate di pioggia                          | 1º novembre 1990  |
| 30 | Fields of Honey                     | Baby trova il suo idolo                         | 2 novembre 1990   |
| 31 | Sawdust and Toonsil                 | Fuga dal circo                                  | 5 novembre 1990   |
| 32 | Spring in Acme Acres                | Primavera a Acme Acres                          | 6 novembre 1990   |
| 33 | Psychic Fun-omenon Day              | La giornata dei fenomeni paranormali            | 7 novembre 1990   |
| 34 | The Wide World of Elmyra            | Lo strano mondo selvatico di Elmyra             | 8 novembre 1990   |
| 35 | A Ditch in Time                     | Questione di tempo                              | 9 novembre 1990   |
| 36 | Animaniacs!                         | I cartoni che passione                          | 12 novembre 1990  |
| 37 | Career Oppor-Toon-ities             | La giornata del cercalavoro                     | 13 novembre 1990  |
| 38 | Strange Tales of Weird Science      | Storie incredibili di scienza e di pazzia       | 14 novembre 1990  |
| 39 | Inside Plucky Duck                  | Dentro Duca Duck                                | 15 novembre 1990  |
| 40 | The Acme Bowl                       | Il campionato di football                       | 16 novembre 1990  |
| 41 | Dating, Acme Acres Style            | Gli appuntamenti                                | 19 novembre 1990  |
| 42 | Looniversity Daze                   | Scene di vita scolastica                        | 20 novembre 1990  |
| 43 | Best o' Plucky Duck Day             | Il meglio di Duca Duck                          | 21 novembre 1990  |
| 44 | Hero Hamton                         | Viva Lindon                                     | 23 novembre 1990  |
| 45 | Whale's Tales                       | Balena in pericolo                              | 26 novembre 1990  |
| 46 | Ask Mr. Popular                     | Chiedi a Mister Successo                        | 5 dicembre 1990   |
| 47 | Son of Looniversity Daze            | Altre scene di vita scolastica                  | 7 dicembre 1990   |
| 48 | Mr. Popular's Rules of Cool!        | I consigli del Signor Successo                  | 10 dicembre 1990  |
| 49 | Fairy Tales for the 90's            | Racconti fatati degli anni '90                  | 12 dicembre 1990  |
| 50 | Who Bopped Bugs Bunny?              | Chi ha rapito Bugs Bunny?                       | 14 dicembre 1990  |
| 51 | Tiny Toon Music Television          | Musica, televisione e Tiny                      | 1º febbraio 1991  |
| 52 | The Return of the Acme Acres Zone   | Ritorno ai confini di Acme Acres                | 4 febbraio 1991   |
| 53 | The Acme Home Shopping Show         | I video imbonitori                              | 6 febbraio 1991   |
| 54 | Weirdest Stories Ever Told          | Storie mai raccontate finora                    | 8 febbraio 1991   |
| 55 | Viewer Mail Day                     | La giornata della posta                         | 11 febbraio 1991  |
| 56 | Son of the Wacko World of Sports    | Altro dallo strampalato mondo dello sport       | 12 febbraio 1991  |
| 57 | Pollution Solution                  | Lezioni di ecologia                             | 14 febbraio 1991  |
| 58 | You Asked for It, Again             | Un altro appuntamento con "A gentile richiesta" | 15 febbraio 1991  |
| 59 | Brave Tales of Real Rabbits         | Intrepide avventure di conigli veri             | 18 febbraio 1991  |
| 60 | How Sweetie It Is                   | Lo show di Melody                               | 19 febbraio 1991  |
| 61 | New Character Day                   | La giornata dei nuovi personaggi                | 20 febbraio 1991  |
| 62 | Here's Hamton                       | Ecco a voi... Lindon!                           | 21 febbraio 1991  |
| 63 | No Toon Is an Island                | Caccia al tesoro                                | 25 febbraio 1991  |
| 64 | K-ACME TV                           | La TV di Acme Acres                             | 26 febbraio 1991  |
| 65 | High Toon                           | Mezzogiorno di fuoco                            | 29 marzo 1991     |

## Seconda stagione
| nº | Titolo originale            | Prima TV USA      |
| -- | --------------------------- | ----------------- |
| 1  | Pledge Day                  | 16 settembre 1991 |
| 2  | Going Places                | 17 settembre 1991 |
| 3  | Elephant Issues             | 18 settembre 1991 |
| 4  | Hog-Wild Hamton             | 19 settembre 1991 |
| 5  | Playtime Toons              | 20 settembre 1991 |
| 6  | Toon Physics                | 4 novembre 1991   |
| 7  | Acme Cable TV               | 11 novembre 1991  |
| 8  | Buster and Babs Go Hawaiian | 18 novembre 1991  |
| 9  | Henny Youngman Day          | 22 novembre 1991  |
| 10 | Love Disconnection          | 25 novembre 1991  |
| 11 | Kon Ducki                   | 10 febbraio 1992  |
| 12 | Sepulveda Boulevard         | 17 febbraio 1992  |
| 13 | Take Elmyra, Please         | 24 febbraio 1992  |

## Terza stagione
| nº | Titolo originale                              | Titolo italiano        | Prima TV USA      |
| -- | --------------------------------------------- | ---------------------- | ----------------- |
| 1  | Thirteensomething                             |                        | 14 settembre 1992 |
| 2  | New Class Day                                 |                        | 15 settembre 1992 |
| 3  | Fox Trot                                      |                        | 16 settembre 1992 |
| 4  | What Makes Toons Tick                         |                        | 17 settembre 1992 |
| 5  | Flea for Your Life                            |                        | 18 settembre 1992 |
| 6  | The Return of Batduck                         |                        | 19 settembre 1992 |
| 7  | Toons Take Over                               |                        | 21 settembre 1992 |
| 8  | Toons from the Crypt                          |                        | 22 settembre 1992 |
| 9  | Two-Tone Town                                 |                        | 28 settembre 1992 |
| 10 | Buster's Directorial Debut                    |                        | 2 novembre 1992   |
| 11 | Washingtoon                                   |                        | 4 novembre 1992   |
| 12 | Toon TV                                       |                        | 9 novembre 1992   |
| 13 | Grandma's Dead                                |                        | 10 novembre 1992  |
| 14 | Music Day                                     |                        | 11 novembre 1992  |
| 15 | The Horror of Slumber Party Mountain          |                        | 12 novembre 1992  |
| 16 | Sports Shorts                                 |                        | 13 novembre 1992  |
| 17 | Weekday Afternoon Live                        |                        | 16 novembre 1992  |
| 18 | A Cat's Eye View                              |                        | 17 novembre 1992  |
| 19 | Best of Buster Day                            |                        | 23 novembre 1992  |
| 20 | It's a Wonderful Tiny Toons Christmas Special | Buon Natale Tiny Toons | 6 dicembre 1992   |

## Speciali
- Vacanze di Pasqua (Spring Break Special, 1994)
- Galleria di mostri (Night Ghoulery, 1995)